# Fogdhyttetjärnen
Fogdhyttetjärnen är en sjö i Nora kommun i Västmanland och ingår i Norrströms huvudavrinningsområde. Sjön har en area på 0,0652 kvadratkilometer och ligger 113,4 meter över havet.

## Delavrinningsområde
Fogdhyttetjärnen ingår i det delavrinningsområde (659930-144795) som SMHI kallar för Mynnar i Saxen. Medelhöjden är 144 meter över havet och ytan är 13,6 kvadratkilometer. Det finns ett avrinningsområde uppströms, och räknas det in blir den ackumulerade arean 68,79 kvadratkilometer. Knäppabäcken som avvattnar avrinningsområdet har biflödesordning 5, vilket innebär att vattnet flödar genom totalt 5 vattendrag innan det når havet efter 234 kilometer. Avrinningsområdet består mestadels av skog (71 procent). Avrinningsområdet har 1,81 kvadratkilometer vattenytor vilket ger det en sjöprocent på 13,3 procent.